# John C. Wright (Autor)

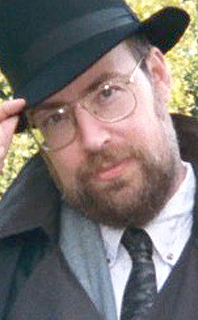
John C. Wright

John Charles Justin Wright (* 22. Oktober 1961) ist ein US-amerikanischer Schriftsteller.
Er ist Autor von Science-Fiction- und Fantasyromanen und Finalist des Nebula Awards für seinen Fantasyroman Orphans of Chaos. Publishers Weekly meinte nach seinem Debütroman The Golden Age: Dieser Grünschnabel kann des Jahrhunderts wichtigstes neues Science-Fiction-Talent sein.

## Leben
Der ehemalige Anwalt, Journalist und Redakteur schloss sein Studium 1987 an der Marshall-Wythe School of Law an dem College of William & Mary ab. Als Studienanfänger absolvierte er das Great Books Programm des St. Johns College of Maryland im Jahr 1984.
Er nahm die Arbeit als Rechtsanwalt in drei Bundesstaaten (in New York Mai 1989, Maryland Dezember 1990, Washington, D.C. Januar 1994) auf. Seine Kanzlei war erfolglos und trieb ihn bald danach in den Bankrott. Danach arbeitete er für die Zeitung St. Mary Today. Derzeit arbeitet er als technischer Redakteur in Virginia, wo er mit seiner Frau und Autorin L. Jagi Lamplighter (St. Johns College of Maryland, Klasse von 1985) und ihren Kindern lebt. Im Alter von 42 Jahren konvertierte er vom Atheismus zum Christentum. Im Jahr 2008 konvertierte er zur römisch-katholischen Kirche, von der er zustimmend erklärte: Wenn Vulkanier eine Kirche hätten, sie wären Katholiken. Seit mehreren Jahren hat Wright regelmäßige Beiträge auf seiner Website über viele Themen, insbesondere der Science Fiction geschrieben.

## Romane

### The Golden Age
- The Golden Age (2002)
- The Phoenix Exultant (2003)
- The Golden Transcendence (2003)

### War of the Dreaming
- Last Guardian of Everness (2004)
- Mists of Everness (2005)

### Chronicles of Chaos
- Orphans of Chaos (2005)
- Fugitives of Chaos (2006)
- Titans of Chaos (2007)

### Count to the Eschaton Sequence
- Count to a Trillion (2011)
- The Hermetic Millennia (2012)[1]

### Andere Romane
- Null-A Continuum (Folge zu A. E. van Vogts The World of Null-A, 2008)